# Zarat Kheybari
Zarat Kheybari est un village de la région de Şamaxı en Azerbaïdjan.

## Géographie
Le village de Zarat Kheybari de la région de Şamaxı est situé dans la circonscription administrative du village de Damirtchi.

## Économie
La principale occupation de la population du village est l'agriculture et l'élevage.

## Population
Selon les statistiques de 2009, la population du village est de 233 personnes.